# Antachara rotundata
Antachara rotundata là một loài bướm đêm trong họ Noctuidae.